# Puffless
Puffless, llamado Prohibido fumar en Hispanoamérica y Desahumadas en España, es un episodio perteneciente a la vigesimoséptima temporada de la serie animada Los Simpson, será emitido el 11 de octubre de 2015 en EE. UU.. El episodio fue escrito por J. Stewart Burns y dirigido por Rob Oliver.

## Sinopsis
Los Simpson van a visitar a la madre de Marge para festejar su cumpleaños n.º 80. Mientras ven fotografías de cuando las Bouvier eran pequeñas se enteran de que su padre murió de cáncer de pulmón. En ese momento Patty y Selma deciden dejar de fumar, entonces los simpson llegan a su casa y marge le dice a Homero que espera que no suban de peso (que se pongan gordas) y Homero se las imagina mas gordas comiendo y explotan su mente de la gordura y Panza de los 3 pero Selma tiene una recaída y Patty abandona su departamento y se muda con los Simpson. Patty se aloja en la habitación de Maggie. Esta última no puede dormir debido a los ronquidos de Patty, y es ahí cuando decide formar un grupo con animales, entre los que se encuentran un búho, una zarigüeya, una ardilla y un perico. 
Selma va a buscar a Patty a la casa de los Simpson y le dice que dejó de fumar por ella. Mientras tanto Cletus rapta a la zarigüeya y la lleva a la granja para cocinarla y comérsela. Por esto el grupo de animales reúnen a más animales y se organizan para ir a rescatar a la zarigüeya, (entre ellos se encuentra el puerco araña de The Simpsons movie). El grupo rescata a la zarigüeya y luego se disuelve.
Patty y Selma están en su departamento fumando nuevamente. Al final, se muestran unas imágenes de Patty y Selma fumando desde que eran niñas hasta que mueren.